# Crime Does Not Pay
Crime Does Not Pay is een computerspel dat werd ontwikkeld en uitgegeven door Titus Software Corporation. Het spel kwam in 1991 uit voor de Commodore Amiga, Atari ST en DOS. De speler kan in dit spel kiezen uit drie karakters, te weten: Godfather, Femme fatale of Killer. Tevens kan worden gekozen tussen de Italiaanse of de Chinese bende om aan geld en macht te komen. De speler moet het opnemen tegen punkers, politieagenten en rivaliserende bendes.

## Platforms
- Amiga (1991)
- Atari ST (1991)
- DOS (1991)

## Ontvangst
| Beoordeeld door                | Platform | Jaar     | Score |
| ------------------------------ | -------- | -------- | ----- |
| ST Format                      | 1991     | Atari ST | 77%   |
| Atari ST User                  | 1991     | Atari ST | 74%   |
| Amiga Action                   | 1991     | Amiga    | 58%   |
| Computer and Video Games (CVG) | 1991     | Atari ST | 30%   |
| Amiga Joker                    | 1991     | Amiga    | 28%   |
| Computer and Video Games (CVG) | 1991     | Amiga    | 27%   |
| Power Play                     | 1991     | DOS      | 24%   |
| Amiga Power                    | 1991     | Amiga    | 17%   |